# جزيرة كانغارو
جزيرة كانغارو (بالإنجليزية: Kangaroo Island)‏ هي ثالثة جزر أستراليا من حيث الحجم بعد جزيرتي تسمانيا وملفيل. تقع قبالة سواحل ولاية أستراليا الجنوبية، على بعد 112 كيلومترًا (70 ميلًا) من عاصمتها أديليد، إلى الجنوب الغربي منها.

## المناخ
يظهر الجدول التالي التغييرات المناخية على مدار السنة لجزيرة كانغارو:
| الشهر                              | يناير        | فبراير       | مارس         | أبريل       | مايو        | يونيو       | يوليو       | أغسطس       | سبتمبر      | أكتوبر      | نوفمبر       | ديسمبر       | المعدل السنوي |
| ---------------------------------- | ------------ | ------------ | ------------ | ----------- | ----------- | ----------- | ----------- | ----------- | ----------- | ----------- | ------------ | ------------ | ------------- |
| الدرجة القصوى °م (°ف)              | 43.8 (110.8) | 43.8 (110.8) | 39.9 (103.8) | 33.9 (93.0) | 27.1 (80.8) | 22.4 (72.3) | 24.0 (75.2) | 25.0 (77.0) | 27.8 (82.0) | 33.8 (92.8) | 38.8 (101.8) | 43.0 (109.4) | 43.8 (110.8)  |
| متوسط درجة الحرارة الكبرى °م (°ف)  | 26.6 (79.9)  | 26.6 (79.9)  | 24.5 (76.1)  | 21.6 (70.9) | 18.6 (65.5) | 16.1 (61.0) | 15.4 (59.7) | 16.1 (61.0) | 18.0 (64.4) | 20.1 (68.2) | 23.0 (73.4)  | 24.8 (76.6)  | 21.0 (69.8)   |
| متوسط درجة الحرارة الصغرى °م (°ف)  | 13.2 (55.8)  | 13.6 (56.5)  | 11.1 (52.0)  | 8.7 (47.7)  | 7.9 (46.2)  | 6.8 (44.2)  | 6.0 (42.8)  | 5.7 (42.3)  | 6.5 (43.7)  | 7.1 (44.8)  | 9.6 (49.3)   | 10.9 (51.6)  | 8.9 (48.0)    |
| أدنى درجة حرارة °م (°ف)            | 3.1 (37.6)   | 5.3 (41.5)   | −0.4 (31.3)  | −1.0 (30.2) | −0.6 (30.9) | −2.4 (27.7) | −2.1 (28.2) | −1.9 (28.6) | −2.0 (28.4) | −2.0 (28.4) | 0.4 (32.7)   | 1.0 (33.8)   | −2.4 (27.7)   |
| الهطول مم (إنش)                    | 14.4 (0.57)  | 16.2 (0.64)  | 25.8 (1.02)  | 27.1 (1.07) | 46.9 (1.85) | 67.2 (2.65) | 66.0 (2.60) | 56.3 (2.22) | 45.0 (1.77) | 30.0 (1.18) | 22.0 (0.87)  | 19.3 (0.76)  | 436.4 (17.18) |
| متوسط أيام هطول الأمطار (≥ 0.2 mm) | 4.1          | 3.7          | 6.4          | 8.9         | 15.0        | 18.2        | 19.4        | 19.0        | 15.5        | 10.1        | 7.9          | 7.2          | 159.4         |
| المصدر: Bureau of Meteorology      |              |              |              |             |             |             |             |             |             |             |              |              |               |